# Mai Lin
Mai Lin, född den 22 juni 1953 i Oakland i Kalifornien, är en före detta porrskådespelare av asiatisk härkomst som medverkade i porrfilmer under 1970-talet, 1980-talet och 1990-talet. 2005 valdes hon till AVN Hall of Fame Hon valdes också till Legends of Erotica Hall of Fame 2005 och till X-Rated Critics Organization Hall of Fame 2007.